# Соходол (Албак)
Соходол (рум. Sohodol) насеље је у Румунији у округу Алба у општини Албак. Oпштина се налази на надморској висини од 1017 m.

## Становништво
Према подацима из 2011. године у насељу је живело 37 становника.